# Soraksan
Soraksan (korejsky 설악산 – Sŏraksan) je nejvyšší hora pohoří Tchebek na Korejském poloostrově. Ze správního hlediska patří do provincie Kangwon na severovýchodě Jižní Koreje, v které tvoří trojmezí mezi okresy Indže a Jangjang a územím spadajícím pod město Sokčcho. S výškou 1708 metrů nad mořem je třetí nejvyšší horou státu po sopce Halla-san na ostrově Čedžu a hoře Čirisan v pohoří Sobek.
Okolo hory je od roku  1970 národní park Soraksan s rozlohou bezmála čtyři sta kilometrů čtverečních.